# La Banda (reality show)
La Banda (Português: A Banda) é um reality show estadunidense criado por Simon Cowell e produzido por Ricky Martin. Apresentado por Alejandra Espinoza, seu primeiro episódio foi ao ar em 13 de setembro de 2015 pela Univision.

## Formato
O reality show busca descobrir talentos para formar a mais nova Boy band latina, para isso os candidatos devem competir por um lugar no grupo, além de um contrato com a Syco Music.

## Jurados
- Wisin (2º temporada)
- Laura Pausini (1º e 2º temporada)
- Mario Domm (2º temporada)
- Ricky Martin (1º temporada)
- Alejandro Sanz (1º temporada)[3]

## Vencedores
- 2015: CNCO (1º temporada, boy band) -- Christopher Vélez, Richard Camacho, Joel Pimentel, Erick Brian Colón e Zabdiel de Jesús
- 2016: Mix5 (2º temporada, boy / girl band) -- Garmandy Candelario, Christian Castro, Brian Cruz, Danelly Hoyer e Taishmara Rivera